# Tahar Ben Ammar
Tahar Ben Ammar (Tunisi, 25 novembre 1889 – 10 maggio 1985) è stato un politico tunisino.
Cofondatore del partito Dustur nel 1920, fu l'ultimo primo ministro tunisino sotto il Protettorato francese, dal 1954 al 1956 (e il primo della Tunisia indipendente, sostituito quasi subito da Habib Bourguiba).

## Biografia
Proveniente da una famiglia di proprietari terrieri dell'alta borghesia tunisina che si stabilì all'inizio del XIX secolo dopo aver lasciato Tripoli, Tahar Ben Ammar nacque il 25 novembre 1889 nel distretto di Ras ed-Derb a Tunisi1. Suo padre possedeva quindi diverse tenute agricole a Bourada, Kharja (ponte di Biserta) e Cebala, che gestì usando le più moderne tecniche agricole come i coloni francesi. Ottenne la medaglia d'argento nella sezione "bestiame" alla competizione agricola di Tunisi nel 18932. Tahar fu anche nipote di Younes Hadjouj, ministro della Penna tra il 1932 e il 1935.
Ha completato i suoi studi elementari e secondari all'Alaoui College fino al 1906, quando si unì al Lycée Carnot. Ma la morte di suo padre nel 1907 lo costrinse ad abbandonare gli studi per dirigere la fattoria di famiglia.
Appassionato dell'evoluzione delle tecniche agricole, viaggia molto tra Europa e Tunisia per acquisire le macchine più moderne. Si tiene inoltre al passo con gli ultimi processi agricoli che gli consentono di ottenere rese identiche alle aziende agricole francesi. Tutti questi passaggi gli consentono di stabilire molti contatti con uomini d'affari e parlamentari francesi che saranno molto utili nella sua carriera politica.